# 忘れられぬ君
「忘れられぬ君」（わすれられぬきみ、You Go to My Head）は、ジョン・フレデリック・クーツ (John Frederick Coots) が作曲し、ヘイヴン・ガレスピー (Haven Gillespie) が作詞した、1938年のポピュラー音楽の歌。この曲は、数多くのバージョンが録音されており、ポップとジャズの分野におけるスタンダード曲となっている。
1938年には、テディ・ウィルソンがナン・ウィン (Nan Wynn) をボーカルに迎えてこの曲を吹き込んだ。同年にはビリー・ホリデイもこれを吹き込んでいる。
1961年4月23日には、ジュディ・ガーランドが「ジュディ・アット・カーネギー・ホール (Judy at Carnegie Hall)」コンサートの中でこの曲を取り上げた。

## おもな録音
- テディ・ウィルソン - 1938年
- ビリー・ホリデイ - 1938年
- ナン・ウィン (Nan Wynn) - 1938年
- ジニー・シムズ (Ginny Simms) - 1938年
- ジュディ・ガーランド
- レスリー・ハッチンソン (Leslie Hutchinson) -「Hutch」名義、1939年
- マレーネ・ディートリヒ - 1939年
- チャーリー・スピヴァック (Charlie Spivak)
- チャーリー・バーネット (Charlie Barnet)
- ビング・クロスビー
- ペギー・リー
- ビー・ウェイン (Bea Wain)
- サラ・ヴォーン
- フランク・シナトラ - アクセル・ストルダール (Axel Stordahl) との共演（1946年）：アルバム『Nice 'n' Easy』に収録（1960年）
- ドロシー・カーステン、1949年
- ドリス・デイ - 1949年
- トニー・ベネット
- ペトゥラ・クラーク - 1950年
- ヘレン・フォレスト (Helen Forrest)
- バド・パウエル (1951)
- ビリー・ホリデイ - 1952年
- ハリー・ジェイムス（1952年6月30日 - アルバム『Soft Lights, Sweet Trumpet』）
- デイヴ・ブルーベック： ポール・デスモンドを含むカルテットによる演奏 - 1953年[2]
- レナ・ホーン
- テディ・キング
- アート・テイタム - 1954年
- ダイナ・ワシントン - アルバム『ダイナ・ジャム (Dinah Jams)』 - 1954年、リマスター盤1990年
- パティ・ペイジ - 1956年
- アート・ペッパー・カルテット - 1956年
- オスカー・ピーターソン・トリオ - 1956年
- ルイ・アームストロング - 1957年
- ダイナ・ショア
- ディジー・ガレスピー
- エラ・フィッツジェラルド - アルバム『Hello, Love』1960年
- ビル・エヴァンス - アルバム『Interplay』1962年
- エンニオ・モリコーネ - アルバム『Musica sul velluto』 (RCA Italiana PML 10386 - 1964)
- ミーナ・マッツィーニ (Mina) - アルバム『Mina』1964年
- リー・モーガン - 『ザ・ジゴロ』1965年
- ジュリー・ロンドン - 1967年
- ローズマリー・クルーニー
- ステファン・グラッペリ - 1973年
- アンソニー・ブラクストン (Anthony Braxton) - 1975年
- ブライアン・フェリー - アルバム『レッツ・スティック・トゥゲザー』1976年
- マキシン・サリヴァン (Maxine Sullivan) - 1978年
- リオ (Lio) - 1980年
- マチルダ・サンティン (Mathilde Santing) - 1982年
- チェット・ベイカー - アルバム『Diane』、ポール・ブレイとの共作 - 1985年
- リンダ・ロンシュタット - アルバム『For Sentimental Reasons』 - 1986年
- ベティ・カーター (Betty Carter) - アルバム『It's Not About the Melody』1992年
- ロイヤル・クラウン・レビュー (Royal Crown Revue) - アルバム『Greetings From Hollywood』
- マイケル・ファインスタイン
- スザンナ・マコークル (Susannah McCorkle) - アルバム『From Bessie to Brazil』1993年：『Ballad Essentials』2002年
- メアリー・コクラン (Mary Coughlan) - アルバム『Love for Sale』1993年
- ニック・ブリグノラ (Nick Brignola) - アルバム『Like Old Times』1994年
- ボビー・コールドウェル - 1996年
- メリー・スターリングス (Mary Stallings) - アルバム『Manhattan Moods』1997年
- アレックス・デ・グラシ (Alex De Grassi) - アルバム『Bolivian Blues Bar』1999年
- リザ・ヴァーラント (Lisa Wahlandt) - アルバム『Mind Games - Kind of Swing』2000年
- ガブリエラ・アンダース - アルバム『Last Tango in Rio』2004年
- ロッド・スチュワート - 2005年
- マイケル・ボルトン - 2006年
- スモーキー・ロビンソン - アルバム『Timeless Love』2006年
- ダイアナ・クラール - アルバム『ザ・ヴェリー・ベスト・オブ・ダイアナ・クラール (The Very Best of Diana Krall)』2007年
- ルーファス・ウェインライト - アルバム『Rufus Does Judy at Carnegie Hall』2007年
- レイチェル・プライス (Rachael Price) - アルバム『The Good Hours』2008年
- ダニエル・マット (Daniel Matto) - アルバム『I'm Old Fashioned』2010年
- シルヴィア・ブルックス (Sylvia Brooks) - アルバム『Restless』2012年
- オードリー・バーンスタイン (Audrey Bernstein) - アルバム『Audrey Bernstein Loves Blue』2013年
- フェリペ・ビラー・トリオ (Felipe Villar Trío) - アルバム『Home』2014年
- カサンドラ・ウィルソン - アルバム『カミング・フォース・バイ・デイ』2015年
- ボブ・ディラン - アルバム『トリプリケート』2017年